# Route nationale 726
La route nationale 726 ou RN 726 était une route nationale française reliant Bonny-sur-Loire à Subtray. À la suite de la réforme de 1972, elle a été déclassée en RD 926.

## Ancien tracé de Bonny-sur-Loire à Subtray (D 926)
- Bonny-sur-Loire
- Beaulieu-sur-Loire
- Santranges
- Sury-ès-Bois
- Vailly-sur-Sauldre
- Villegenon
- La Chapelle-d'Angillon
- Neuvy-sur-Barangeon
- Vierzon, où elle rejoignait la RN 20
- Vatan
- Liniez
- Bretagne
- Levroux
- Buzançais
- Sainte-Gemme
- Subtray, commune de Mézières-en-Brenne